# 애니타 가빈

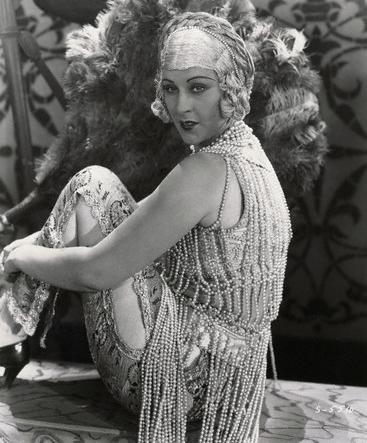

애니타 가빈(Anita Garvin, 1907년 2월 11일 ~ 1994년 7월 7일)은 미국의 배우, 영화배우이다.
뉴욕에서 태어났으며 로스앤젤레스에서 사망하였다. 사인은 질병이다.

## 영화
- 위스퍼 후피 (1930년)
- 어 페어 오브 타이츠 (1929년)
- 트렌츠 라스트 케이스 (1929년)
- 레드 핫 리듬 (1929년)
- 온 위드 더 쇼! (1929년)
- 어시스턴트 와이브스 (1927년)